# Glostrup Nord Station
|  | Fremtidig bygning Denne artikel omhandler en bygning, der er under opførelse. Det er derfor muligt, at indholdet er af spekulativ natur, og ligeledes, at indholdet kan ændre sig markant efterhånden som flere oplysninger bliver tilgængelige. |

Glostrup Nord Station er en kommende letbanestation på Hovedstadens Letbane (Ring 3-letbanen) i Glostrup Kommune, dog så tæt på grænsen til Albertslund Kommune, at sidstnævnte kommune er medejer af stationsforpladsen. Stationen kommer til at ligge på Nordre Ringvej mellem Hvissinge og Hersted Industripark, omtrent halvvejs mellem de nuværende busstoppesteder ved Mellemtoftevej og Fabriksparken. Den kommer til at ligge på den vestlige side af vejen og kommer til at bestå af to spor med hver sin perron. Stationen forventes at åbne sammen med den første del letbanen i efteråret 2025.

## Navn
Der var stor uenighed mellem byrådene i Glostrup og Albertslund om stationens navn. I Albertslund var det oprindelige forslag Hersted eller Hersted Industripark, mens det oprindelige forslag fra Glostrup var Hvissinge Station. Daværende borgmester i Glostrup, John Engelhardt (Venstre) foreslog som kompromis navnet Glostrup Nord, der fik flertal i begge kommunalbestyrelser; dog uden opbakning fra Dansk Folkeparti i Glostrup Byråd, der holdt fast i navnet Hvissinge.